# Dolenji Globodol
Dolenji Globodol este o localitate din comuna Mirna Peč, Slovenia, cu o populație de 48 de locuitori.